# Volucella discolor
Volucella discolor är en tvåvingeart som beskrevs av Enrico Adelelmo Brunetti 1908. Volucella discolor ingår i släktet humleblomflugor, och familjen blomflugor.
Artens utbredningsområde är Assam (Indien). Inga underarter finns listade i Catalogue of Life.